# Contea di Xinhua
La contea di Xinhua (新化县S, Xīnhuà XiànP) è una contea della Cina, situata nella provincia di Hunan e amministrata dalla prefettura di Loudi.